# دعم زراعي

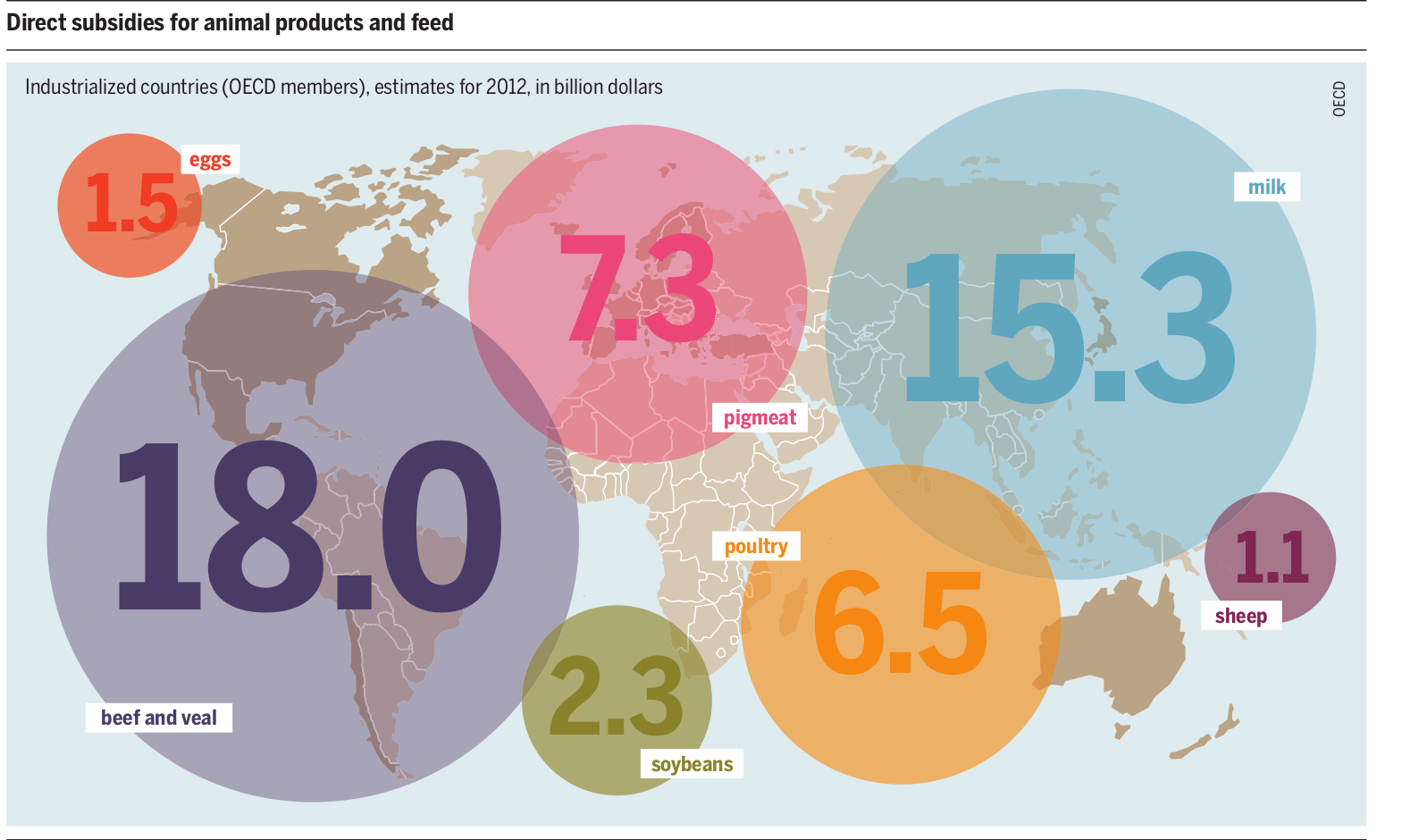

الدعم الزراعي هو دعم حكومي يتم دفعه للمزراعين وشركات الأعمال الزراعية لزيادة دخلهم وإدارة توريد السلع الأساسية الزراعية والتأثير على تكلفة وإمدادات هذه السلع. ومن أمثلة هذه السلع القمح وحبوب العلف (الحبوب المستخدمة كعلف، مثل الذرة والذرة الرفيعة والشعير والشوفان) والقطن والحليب والأرز والفول السوداني والسكر والتبغ والبذور الزيتية مثل فول الصويا.

## الدعم الزراعي حسب المنطقة

### الاتحاد الأوروبي
في عام 2010، أنفق الاتحاد الأوروبي 57 مليار يورو على التنمية الزراعية، منها 39 مليار يورو تم إنفاقها على الدعم المباشر، ويشكل الدعم الزراعي ودعم مصائد الأسماك أكثر من 40% من ميزانية الاتحاد الأوروبي. ومنذ عام 1992 (وخاصة منذ 2005)، شهدت السياسة الزراعية العامة للاتحاد الأوروبي تغييرًا كبيرًا فقد تم فصل الدعم الحكومي بشكل كبير عن الإنتاج. ويعد أكبر دعم مقدم هو دعم Single Farm Payment.

### إفريقيا
أكدت الزيادات في أسعار المواد الغذائية والأسمدة على ضعف الأسر في المناطق الحضرية والريفية الفقيرة في العديد من البلدان النامية، وخاصة في إفريقيا، مما يجدد تركيز واضعي السياسات على الحاجة إلى زيادة إنتاجية المحاصيل الغذائية الأساسية.
وقد خلصت دراسة أجراها معهد التنمية الخارجية إلى تقييم فوائد برنامج دعم المدخلات الزراعية الخاص بحكومة مالاوي، والذي تم تنفيذه عامي 2006/2007 لتعزيز الوصول إلى الأسمدة واستخدامها في إنتاج كل من الذرة والتبغ لزيادة الإنتاجية الزراعية والأمن الغذائي. وتم تنفيذ الدعم عن طريق نظام الكوبونات التي يستبدلها المستفيدون بأنواع من الأسمدة بما يقرب من ثلث السعر النقدي العادي. ووفقًا لاستنتاجات السياسة لـمعهد التنمية الخارجية يمكن أن يكون نظام الكوبونات وسيلة فعالة لتقنين الدعم واستخدامه للوصول إلى أقصى قدر من الإنتاج وتحقيق المكاسب الاقتصادية والاجتماعية. ولا يزال هناك العديد من التحديات العملية والسياسية التي تواجه تصميم البرنامج اللازم لزيادة الكفاءة والتحكم في التكاليف والحد من الغش والمحسوبية وتنفيذه.

### نيوزيلندا
تشتهر نيوزيلندا بأن لديها الأسواق الزراعية الأكثر انفتاحًا في العالم فبعد البدء في إصلاحات جذرية عام 1984 من قبل حكومة حزب العمال الرابع توقفت جميع أشكال الدعم الحكومي.

«وفي عام 1984، أخذت حكومة حزب العمال في نيوزيلندا خطوة جادة لإنهاء جميع أشكال الدعم الزراعي الحكومي، الذي كان يتألف حينها من 30 دفعة منفصلة لدعم الإنتاج وحوافز التصدير. وقد كان هذا العمل عملاً سياسيًا مدهشًا حقًا، لأن اقتصاد نيوزيلندا يعتمد بشكل أكبر بخمس مرات تقريبًا على الزراعة مما يعتمد عليه اقتصاد الولايات المتحدة، مقاسًا إما بالإنتاج أو العمالة. وكانت نسبة الدعم الحكومي في نيوزيلندا تمثل أكثر من 30% من قيمة الإنتاج قبل الإصلاح، وهي نسبة أعلى قليلاً من نسبة الدعم الأمريكي اليوم. وقد واجهت الزراعة في نيوزيلندا نفس المشكلات التي سببها الدعم الحكومي الأمريكي، بما فيها الإفراط في الإنتاج والتدهور البيئي وارتفاع أسعار الأراضي بشكل مبالغ فيه.»

وباعتبار هذا البلد مصدرًا زراعيًا كبيرًا، فإن استمرار البلدان الأخرى في تقديم الدعم الحكومي يعد أساسًا طويل الأمد للخلاف لكون نيوزيلندا هي العضو المؤسس لـمجموعة كيرنز المكونة من 19 عضوًا والتي تحارب لتحسين الوصول إلى الأسواق بالنسبة للسلع الزراعية المصدرة.

## كتابات أخرى
- Farm Commodity Programs: A Short Primer, a Congressional Research Service Report for Congress, 20 June 2002.

## وصلات خارجية
- Rethinking the Export-Import Bank by Aaron Lukas and Ian Vásquez
- Steel Trap: How Subsidies and Protectionism Weaken the U.S. Steel Industry
- Why Congress Should Repeal Sugar Subsidy
- Ten Reasons to Cut Farm Subsidies by Chris Edwards
- Should the United States Cut Its Farm Subsidies? – Daniel Griswold, director of the Cato Institute’s Center for Trade Policy Studies, and Bob Young, chief economist for the American Farm Bureau, debate whether the United States should be subsidizing its farmers
- Farm Security: The mohair of the dog that bites you – Comedy writer Dave Barry on farm subsidies
- You Are What You Grow – Article on farm subsidies from نيويورك تايمز.
- Kick All Agricultural Subsidies (kickAAS) – a campaign run by الغارديان newspaper in the UK
- Ripe for Reform: Six Good Reasons to Reduce U.S. Farm Subsidies and Trade Barriers by Daniel Griswold, Stephen Slivinski, and Christopher Preble (5 September 2005).
- Still at the Federal Trough: Farm Subsidies for the Rich and Famous Shattered Records in 2001– a paper presented by the Heritage Foundation arguing that farm subsidies are corporate welfare and do not benefit small family farms.
- Environmental Working Group's Farm Subsidy Database